# Дингдорф
Дингдорф (њем. Dingdorf) општина је у њемачкој савезној држави Рајна-Палатинат. Једно је од 235 општинских средишта округа Ајфелкрајс Битбург-Прим. Према процјени из 2010. у општини је живјело 96 становника. Посједује регионалну шифру (AGS) 7232216.

## Географски и демографски подаци
Дингдорф се налази у савезној држави Рајна-Палатинат у округу Ајфелкрајс Битбург-Прим. Општина се налази на надморској висини од 403 метра. Површина општине износи 3,8 km². У самом мјесту је, према процјени из 2010. године, живјело 96 становника. Просјечна густина становништва износи 25 становника/km².